# エドワード・サイード公共図書館
エドワード・サイード公共図書館 （エドワード・サイードこうきょうとしょかん、Edward Said Public Library; ESPL）は、パレスチナのガザ地区に2017年開設された公共図書館。エドワード・サイード図書館とも呼ばれる。アラビア語が公用語であるガザ地区で唯一の英語書籍の図書館である。

## 開設の経緯
パレスチナの詩人、教師のムスアブ・アブートーハが英語を学んだガザ・イスラーム大学は、2014年のイスラエル国防軍による空爆で甚大な被害を受けた。キャンパスの瓦礫の中でアブートーハは、自らが学んだアメリカ古典文学の書籍をみつけた。紛争地で生きる彼は地域の住民のために、古典文学に触れる機会を作ろうと、SNSを通じて寄付を集めた。2017年、世界各地から集まった資金を元に、パレスチナの知識人である故エドワード・サイードの名前を冠した図書館が、アブートーハの住むガザ地区北部のベイト・ラヒアに開館した。2019年にはガザ市に分館がオープンしている。英語の意義についてアブートーハは、「若い著作家たちが彼らの体験を、アラビア語と英語の両方で、さまざまなジャンルで語っていくことは非常に大切だと思っています」「これは義務です。世界に自分の見ているものを語っていく必要があるのです」と述べている。

## 図書館の概要
ベイト・ラヒアとガザ市の図書館には、合計2,000冊の英語書籍があり、ほとんどはシェークスピア、トルストイなどの古典文学である。寄付ではお金だけでなく多くの書籍も集められ、米国の哲学者ノーム・チョムスキーはサイン入りの本を何冊も送ってきた。またエドワード・サイードの遺族からも、サイードの著作が送られてきた。アブートーハはサイードに会ったことはないが、「エドワード・サイード氏は、パレスチナ人であるのみならず、地球人であり、彼の名を図書館に冠することは我々にとって名誉なことです」と語っている。
図書館には毎日何十人もの子どもや大人が訪れ、アブートーハは更に資金を集めて蔵書や設備を整えていった。ガザの分館にはコンピュータ室もあり、地域のグループに利用されている。アブートーハは図書館を始めたり司書と呼ばれるようになるなど夢にも思っていなかったが、「ガザで最初の英語図書館を作るために本やお金を援助してくれた人々のおかげで、私に与えられた肩書きなのだ」と語る。

## 図書館のウェブサイト
エドワード・サイード図書館のウェブサイトは、2019年に開館したガザ市の図書館を中心に内容が記述されている。
「図書館について」の項目では、図書館のヴィジョンと共に、中東児童同盟の資金提供、ユースビジョン協会の支援についても記されている。またこの図書館がガザの住民にとっていかに重要かが説明されている。開館は土曜日から木曜日までの午前9時から午後4時までであるが、電子メールは24時間受け付けている。また分館として、ガザ分館、北部分館、エルサレム分館が記載されている。
「4つのコーナー」では、図書館の音楽コーナー、コンピューターコーナー、読書コーナー、英語学習コーナーの4コーナーを示し、幅広い年齢層に応じた対応がされている。
「メディアセンター」は写真とビデオがある。写真ギャラリーには図書館で開催された数多くのイベントの写真が掲載され、ビデオコーナーには、ガザの日常の中で図書館に通う若者たちの映像のビデオが載っている。
「サービス」ではユニークなサービスとして、来館時だけでなくSNSを通して館員に質問できること、図書館会員への貸出サービス、月に数回のメールニュースサービスなどが紹介されている。
「活動」ではサマーキャンプの写真が掲載され、その下に2023年5月と6月の活動がまとめられている。
「報告書」にある年次報告書には2020年から2023年までが載っており、月次報告書の案内もあるが、いずれもダウンロードはできない。